# Appireddihalli, Gudibanda
Appireddihalli là một làng thuộc tehsil Gudibanda, huyện Kolar, bang Karnataka, Ấn Độ.